# Esiliiga 2002
Die Esiliiga 2002 war die zwölfte Spielzeit der zweithöchsten estnischen Fußball-Spielklasse der Herren. Sie begann am 6. April und endete am 2. November 2002.

## Modus
Die acht Mannschaften spielten an 28 Spieltagen jeweils viermal gegeneinander. Der Meister stieg direkt in die Meistriliiga auf, während der Zweitplatzierte über die Relegation gegen den Siebten der Meistriliiga aufsteigen konnte. Die beiden Tabellenletzten stiegen direkt ab, der Sechste spielte in der Relegation um den Klassenerhalt.

## Vereine
FC Kuressaare war aus der Meistriliiga abgestiegen. Aus der II Liiga kamen JK Tammeka Tartu und Relegationssieger Tallinna JK hinzu. Der sportliche Absteiger der letzten Saison, JK Kalev Sillamäe, spielte auch in dieser Saison mit. Der eigentliche Aufsteiger, Alstom Kick Sai Narva, tauschte zunächst den Vereinsnamen und anschließend den Ligaplatz.
| Verein            | Stadt      | Stadion                  | Kapazität |
| ----------------- | ---------- | ------------------------ | --------- |
| FC Kuressaare     | Kuressaare | Kuressaare linastaadion  | 2.000     |
| Maardu JK         | Maardu     | Maardu linnastaadion     | 1.500     |
| Tallinna JK       | Tallinn    | Wismari staadion         | 0500      |
| JK Merkuur Tartu  | Tartu      | Tamme Staadion           | 1.600     |
| JK Tammeka Tartu  | Tartu      | Tamme Staadion           | 1.600     |
| FC Valga          | Valga      | Keskstaadion             | 0500      |
| FC Elva           | Elva       | Elva linnastaadion       | 0400      |
| JK Kalev Sillamäe | Sillamäe   | Sillamäe Kalevi staadion | 0500      |

## Abschlusstabelle
| Pl. | Verein               | Sp. | S  | U | N  | Tore    | Diff. | Punkte |
| --- | -------------------- | --- | -- | - | -- | ------- | ----- | ------ |
| 1.  | FC Valga             | 28  | 26 | 1 | 1  | 086:200 | +66   | 79     |
| 2.  | FC Kuressaare (A)    | 28  | 17 | 2 | 9  | 082:500 | +32   | 53     |
| 3.  | Maardu JK 1          | 28  | 13 | 8 | 7  | 079:550 | +24   | 47     |
| 4.  | Tallinna JK (N)      | 28  | 13 | 4 | 11 | 056:560 | ±0    | 43     |
| 5.  | JK Merkuur Tartu     | 28  | 10 | 3 | 15 | 047:730 | −26   | 33     |
| 6.  | JK Tammeka Tartu (N) | 28  | 9  | 6 | 13 | 047:660 | −19   | 33     |
| 7.  | FC Elva              | 28  | 5  | 5 | 18 | 040:610 | −21   | 20     |
| 8.  | JK Kalev Sillamäe    | 28  | 3  | 3 | 22 | 023:790 | −56   | 12     |

Platzierungskriterien: 1. Punkte – 2. Direkter Vergleich (Punkte, Tordifferenz, geschossene Tore) – 3. Tordifferenz – 4. geschossene Tore

| (A) | Absteiger aus der Meistriliiga 2001 |
| (N) | Neuaufsteiger aus der II Liiga      |

## Relegation
Aufstieg
Die Spiele fanden am 16. und 24. November 2002 statt.
|               | Gesamt |                        | Hinspiel | Rückspiel |
| ------------- | ------ | ---------------------- | -------- | --------- |
| FC Kuressaare | 2:1    | FC Lootus Kohtla-Järve | 1:1      | 1:0       |

- Kuressaare stieg in der Meistriliiga auf.

Abstieg
Die Spiele fanden am 16. und 24. November 2002 statt.
|                 | Gesamt |                  | Hinspiel | Rückspiel |
| --------------- | ------ | ---------------- | -------- | --------- |
| FC M.C. Tallinn | 6:2    | JK Tammeka Tartu | 3:0      | 3:2       |

- Tammeka Tartu musste absteigen.